# Iglesia de la Guía
La iglesia de la Guía es un edificio de culto católico situado en la calle de Sant Francesc del municipio de Vic. La obra original data de la segunda mitad del siglo XVII y pertenece al estilo ecléctico.
La iglesia está protegida como Bien de Interés Local. Es importante por su valor histórico y de posición (se sitúa al final del antiguo camino itinerante entre Vic y Barcelona). También por sus elementos arquitectónicos y para el estudio de la evolución de la arquitectura religiosa de su localidad.

## Descripción
Es una iglesia de pequeñas dimensiones de una sola nave orientada hacia el sur, cuya estructura está formada por muros de carga y bóvedas. Los elementos arquitectónicos que más destacan son todos los de piedra y el campanario. Los acabados son de estuco.
Presenta una fachada principal completamente simétrica respecto a un eje central, con un portal de entrada de piedra tallada y puerta de hierro forjado. Más arriba se observa un sillar con una cruz griega y un óculo por encima. El caballete viene reseguido por una cornisa de piedra que culmina con una pequeña espadaña con campana.
Los muros laterales presentan ventanas ciegas de arco de medio punto y vierteaguas.
La cubierta se compone de teja árabe sobre dos vertientes, una sobre la nave y otra sobre el presbiterio.
El interior está cubierto por bóveda de cañón decorada y pintada. Por detrás del altar se puede acceder al camarín de la Virgen, que preside el templo bajo una cúpula de media naranja.

## Conservación
Según un relieve, la construcción fue reformada en 1866. Actualmente presenta varios desperfectos en los elementos de piedra y acabados de la fachada.